# Donax variegatus
Donax variegatus ist eine Muschelart aus der Familie der Koffermuscheln (Donacidae).

## Merkmale
Die gleichklappigen, komprimierten Gehäuse werden bis zu 40 Millimeter lang. Sie sind ungleichseitig. die Wirbel sind deutlich zum Hinterende hin verschoben. Die Gehäuse sind im Umriss länglich-eiförmig oder gerundet keilförmig. Der hintere Gehäuseteil hat etwa die Hälfte der der Länge des vorderen Gehäuseteils. Hinterer und vorderer Dorsalrand sind nur sehr schwach konvex gebogen bis fast gerade. Sie bilden einen flachen Winkel zueinander. Der Hinterrand ist enger gerundet als der Vorderrand. Das vergleichsweise kleine Ligament ist ein dunkelbraunes, deutlich hervortretendes Band. In beiden Klappen weist das Schloss je zwei Kardinalzähne auf. In der linken Klappe ist der vordere Kardinalzahn gespalten und zweispitzig, der hintere nur schwach ausgeprägt. In der rechten Klappe ist der hintere Kardinalzahn gespalten und zweispitzig, der vordere dagegen klein. In der rechten Klappe sind zwei vordere Lateralzähne und ein hinterer Lateralzahn vorhanden. In der linken Klappe ist dagegen nur je ein vorderer und hinterer Lateralzahn vorhanden. Die Mantellinie ist tief eingebuchtet, die Bucht erstreckt sich sogar ein wenig über die Mittellinie hinweg.
Die Schale ist dünn, aber festschalig. Als Ornamentierung sind konzentrische Anwachsstreifen und Wachstumsunterbrechungen (flache konzentrische Längsgruben) vorhanden. Der Gehäuserand ist fein gekerbt. Das Periostracum ist dünn und seidig glänzend. Die Farbe reicht von weißlich, blassgelb und olivegrün mit einem helleren Streifen, der von zwei radialen cremefarbenen, orange, rötlichen oder rötlich-braunen Streifen begrenzt wird.

## Geographische Verbreitung und Lebensraum
Das Verbreitungsgebiet der Art erstreckt sich von der Südküste der Britischen Inseln und den Küsten des Ärmelkanals südlich bis Marokko sowie in das Mittelmeer und das Schwarze Meer.
Die Art lebt dort in flachem Wasser.

## Taxonomie
Das Taxon wurde 1791 von Johann Friedrich Gmelin als Tellina variegata begründet. Sie wird heute allgemein akzeptiert zur Gattung Donax Linnaeus, 1758 gestellt. Gelegentlich wird sie in die Untergattung Capsella Gray, 1851 gestellt.

## Belege

### Online
- Marine Bivalve Shells of the British Isles: Donax (Capsella) variegatus (Gmelin, 1791) (Website des National Museum Wales, Department of Natural Sciences, Cardiff)